# Sybra irrorata
Sybra irrorata är en skalbaggsart som beskrevs av Francis Polkinghorne Pascoe 1865. Sybra irrorata ingår i släktet Sybra och familjen långhorningar.
Artens utbredningsområde är Sulawesi. Inga underarter finns listade i Catalogue of Life.